# Castejón de Ebro–Alsasua-vasútvonal
A Castejón de Ebro–Alsasua-vasútvonal egy 139,2 km hosszúságú, 1668 mm-es nyomtávolságú, egyvágányú, 3000 V egyenárammal villamosított vasútvonal Spanyolországban Castejón de Ebro és Alsasua között. 1860 és 1865 között adták át a forgalomnak folyamatosan. Tulajdonosa az ADIF, a járatokat az Renfe üzemelteti. Vonalszáma a 710-es.
A vonal történelmileg a Castejón–Zaragoza szakaszt is magában foglalta, oly módon, hogy a vonal eredetileg Zaragozát és Alsasua-t kötötte össze, ám a hálózat utolsó vasúti átszervezése után a fent említett szakasz a Castejón–Bilbao-vasútvonal részévé vált. A Zaragoza (Casetas)–Bilbao-vasútvonalat az Adiftól a 700.1 számot kapta.
A vonal nagy részének 1860 és 1865 közötti építéséért a Zaragoza–Pamplona vasúttársaság volt a felelős, míg a Casetas és Zaragoza közötti 1871-es összeköttetés a Zaragoza-Pamplona vasúttársaság és a Barcelonai vasúttársaság munkája volt. 1878-ban a súlyos gazdasági helyzet kikényszerítette az egyesülést az erőteljesebb Norte társasággal, amely a vasútvonalat a vasutak államosításáig kezelte. 1941-től a RENFE, 2004. december 31-től Adif az infrastruktúra tulajdonosa.